# NGC 560
NGC 560 es una galaxia lenticular en la constelación de Cetus. Se estima que está a unos 250 millones de años luz de la Vía Láctea y tiene un diámetro de aproximadamente 150.000 años luz. Forma parte del cúmulo de galaxias Abell 194. NGC 560 fue descubierta el 1 de octubre de 1785 por el astrónomo germano-británico William Herschel.   